# Glossopteris Gully
Glossopteris Gully är en dal i Antarktis. Den ligger i Östantarktis. Australien gör anspråk på området.